# Jincheng
Jincheng, tidigare romaniserat Tsincheng, är en stad på prefekturnivå i Shanxi-provinsen i norra Kina. Den ligger omkring 250 kilometer söder om provinshuvudstaden Taiyuan.

## Administrativ indelning
Jincheng består av ett stadsdistrikt som utgör själva stadskärnan, en stad på häradsnivå och fyra härad:
- Stadsdistrikt Cheng (城区 = Innerstadsdistriktet) - 城区 Chéng qū ;
- Staden Gaoping - 高平市 Gāopíng shì ;
- Häradet Zezhou - 泽州县 Zézhōu xiàn ;
- Häradet Qinshui - 沁水县 Qìnshuǐ xiàn ;
- Häradet Yangcheng - 阳城县 Yángchéng xiàn ;
- Häradet Lingchuan - 陵川县 Língchuān xiàn.

## Klimat
Genomsnittlig årsnederbörd är 681 millimeter. Den regnigaste månaden är juli, med i genomsnitt 216 mm nederbörd, och den torraste är december, med 3 mm nederbörd.

## Källa
1. ↑  ”worldpostmarks.net”. Arkiverad från originalet den 2 januari 2015. https://web.archive.org/web/20150102101710/http://worldpostmarks.net/HTML%20Countries/china.htm. Läst 22 juli 2015.
2. ↑  GeoHive - China, Shanxi Arkiverad 2 juli 2015 hämtat från the Wayback Machine.
3. ↑  ”NASA Earth Observations: Rainfall (1 month - TRMM)”. NASA/Tropical Rainfall Monitoring Mission. Arkiverad från originalet den 19 april 2019. https://web.archive.org/web/20190419091014/https://neo.sci.gsfc.nasa.gov/view.php?datasetId=TRMM_3B43M&year=2014. Läst 30 januari 2016.

- Wikimedia Commons har media som rör Jincheng.